# District d'Andapa
Le district d'Andapa est un district malgache située dans la région de Sava dans le Nord du pays, dans la province de Diego-Suarez.
Le district est constitué de dix-sept communes (Kaominina) rurales et urbaines sur une superficie de 4 444 km2 :
| Ambalamanasy II           | 24 211       |  |
| Ambodiangezoka            | 26 673       |  |
| Ambodimanga               | 6 893        |  |
| Andapa Chef-lieu          | 27 618       |  |
| Andrakata                 | 15 401       |  |
| Andranomena               | 4 038        |  |
| Anjialava Be              | 5 528        |  |
| Ankiaka Be Nord           | 8 253        |  |
| Anoviara                  | 10 667       |  |
| Antsahamena               | 3 418        |  |
| Bealampona                | 11 976       |  |
| Belaoka Marovato          | 8 463        |  |
| Betsakotsako Andranotsara | 6 314        |  |
| Doany                     | 19 928       |  |
| Marovato                  | 5 747        |  |
| Matsohely                 | 7 565        |  |
| Tanandava                 | 6 152        |  |
| 17 communes               | 147 772 hab. |  |